# 喜多山村
喜多山村（きたやまむら）は、愛媛県喜多郡にあった村。現在の大洲市喜多山・恋木にあたる。

## 地理
- 河川：矢落川

## 歴史
- 1889年（明治22年）12月15日 - 町村制の施行により、喜多山村・恋木村の区域をもって発足。
- 1922年（大正11年）4月1日 - 新谷村と合併し、改めて新谷村が発足。同日喜多山村廃止。

## 経済
農業
『大日本篤農家名鑑』によれば喜多山村の篤農家は、「山本彌三八、三瀬忠敦」などである。

## 交通

### 鉄道路線
愛媛鉄道（現・内子線）の喜多山駅が隣接する新谷村に所在。